# Versailles (série télévisée)
Versailles est une série télévisée historique et fictionnelle franco-canadienne (saisons 1 et 2) puis franco-belge (à partir de la saison 3) créée par Simon Mirren et David Wolstencroft, et diffusée entre le 16 novembre 2015 et le 21 mai 2018 sur Canal+.
Au Québec la série est diffusée depuis le 21 décembre 2015 à Super Écran, en Belgique, depuis le 6 janvier 2016 sur La Deux, et aux États-Unis, depuis le 1er octobre 2016 sur Ovation.

## Synopsis
Le roi de France, Louis XIV, a 28 ans. Il souhaite soumettre la noblesse française à l'autorité du pouvoir royal. Pour s'éloigner de Paris et des événements de la Fronde qui le hantent encore à ce jour, il décide de déménager son gouvernement dans l'ancien pavillon de chasse de son père. Afin d'attirer les nobles à sa Cour et ainsi les garder sous contrôle, il lance la construction du plus somptueux des châteaux : Versailles. Cette entreprise démesurée et coûteuse va attiser mécontentements et discordes. Dans une Cour gangrenée par les complots, comment Louis XIV pourra-t-il imposer son pouvoir, vivre ses passions amoureuses et mériter son titre de Roi Soleil ?

## Distribution principale
- George Blagden (VF : Franck Lorrain) : Louis XIV
- Alexander Vlahos (VF : Anatole de Bodinat) : Philippe d'Orléans, Monsieur
- Tygh Runyan (VF : Frédéric Popovic) : Fabien Marchal
- Stuart Bowman (VF : Michel Dodane) : Alexandre Bontemps

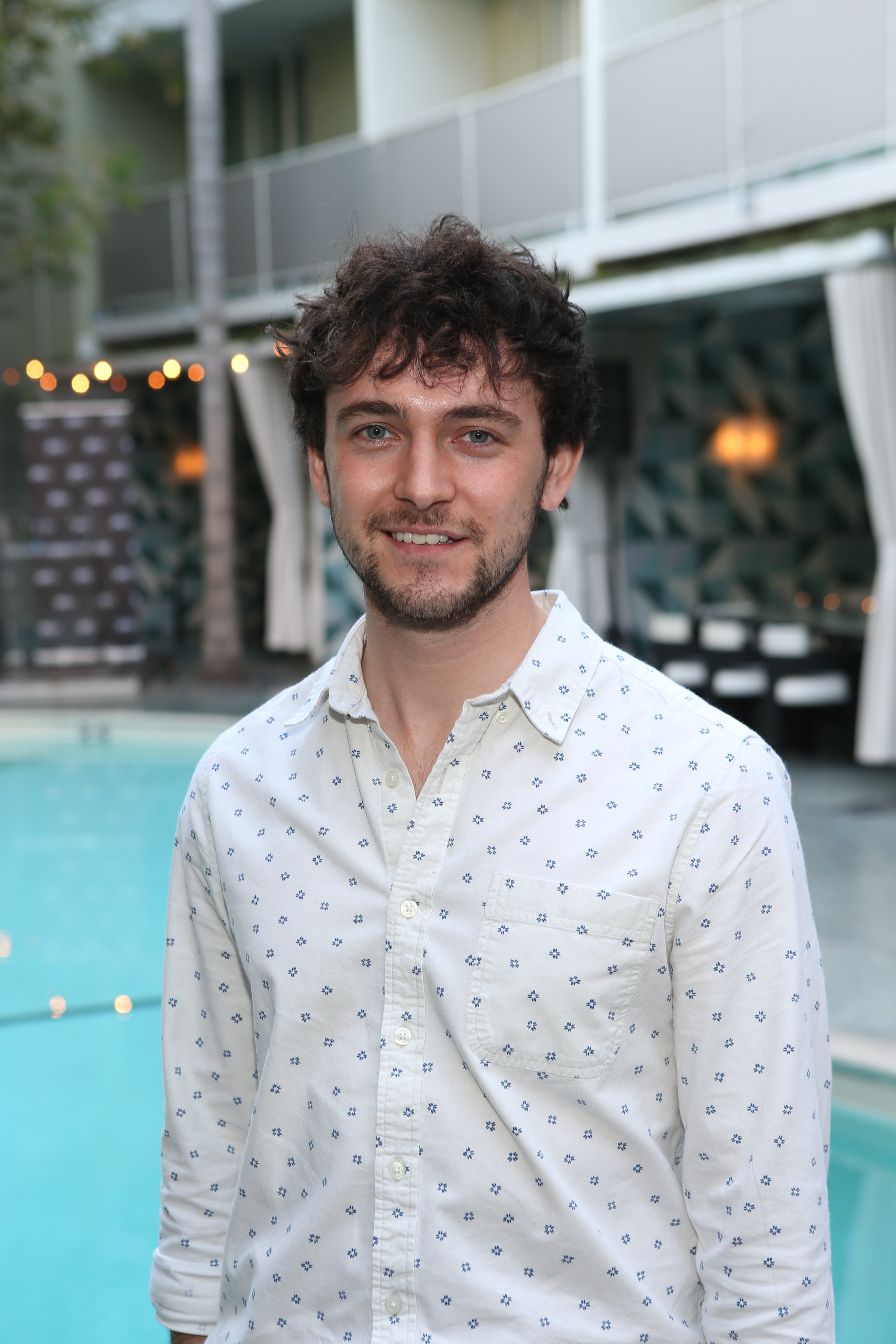
George Blagden interprète le rôle de Louis XIV.

- Elisa Lasowski (VF : elle-même) : la reine Marie-Thérèse d'Autriche
- Anna Brewster (VF : Marie Diot) : Athénaïs de Montespan
- Evan Williams (VF : Thomas Roditi) : le Chevalier de Lorraine
- Maddison Jaizani (VF : Leslie Lipkins) : Sophie de Clermont, la Duchesse de Cassel
- Steve Cumyn : (VF : Patrice Dozier) : Jean-Baptiste Colbert
- Joe Sheridan (VF : Vincent Grass) : François de Louvois
- Jessica Clark (VF : Victoria Grosbois) : Élisabeth-Charlotte de Bavière, la princesse Palatine (saisons 2 et 3)
- Catherine Walker (VF : Christine Braconnier) : Madame de Maintenon (saison 3, invitée saison 2)
- Suzanne Clément (VF : elle-même) : Madame Agathe (saison 2)
- Harry Hadden-Paton : Gaston de Foix (saison 2)
- Pip Torrens (VF : Patrick Osmond) : Cassel (saisons 1 et 2)
- Noémie Schmidt (VF : elle-même) : Henriette d'Angleterre (saison 1, invitée saison 2)
- Amira Casar (VF : elle-même) : Béatrice de Lorraine, Madame de Clermont (saison 1)
- Sarah Winter (VF : Sandra Valentin) : Louise de La Vallière (saison 1)

### Distribution récurrente
- Geoffrey Bateman (VF : Achille Orsoni) : l'abbé Bossuet
- James Clack Walker (VF : lui-même) : Louis de France, le Dauphin
- Peter Hudson : Dr Masson, Médecin du Roi (saison 1)
- Lizzie Brocheré (VF : elle-même) : Claudine, médecin du Roi (saisons 1 et 2)
- Dominique Blanc (VF : elle-même) : la reine mère Anne d'Autriche (saison 1)
- Nathan Willcocks (VF : lui-même) : Luxembourg (saison 1)
- George Webster (VF : Donald Reignoux) : Guillaume III d'Orange-Nassau (saisons 1 et 2)
- Alexis Michalik (VF : lui-même) : Louis de Rohan (saison 1 et 2)
- Greta Scacchi : Madeleine de Foix (saison 2)
- Rory Keenan : Léopold Ier de Habsbourg (saison 3)
- Daphné Patakia : Éléonore d'Autriche (saison 3)
- Jenny Platt (VF : Claire Beaudoin) : Jeanne (saison 3)
- Matthew McNulty : Guillaume (saison 3)
- Anthony Flanagan : Bastien (saison 3)
- Marie Askehave  (VF : Juliette Degenne) : Delphine, la Duchesse d’Angers (saison 3)
- Frances Pooley (VF : elle-même) : Marie-Louise d'Orléans (saison 3)
- Benedita Pereira : Isabelle-Louise de Bragance, infante de Portugal (saison 3)
- Gilly Gilchrist (VF : Jean-Louis Faure) : Jacques
- Thierry Harcourt (VF : lui-même) : André Le Nôtre
- Anatole Taubman (VF : Serge Faliu) : Montcourt
- Mark Rendall (VF : Julien Allouf) : Thomas Beaumont
- Sabrina Bartlett (VF : Youna Noiret) : Mathilde
- Ned Dennehy (VF : Michel Voletti) : Père Etienne
- Calum MacPherson (VF : Frédéric Souterelle) : Big Fella
- Nathaniel Spender (VF : lui-même) : Louis XIV enfant
Doublage français
Société de Doublage : Dubbing Brothers
Direction artistique : Laurent Dattas
Adaptation : Igor Conroux et Philippe Sarrazin

## Production

### Tournage
En plus du château de Versailles, de nombreux châteaux ont servi de lieux de tournage pour la série :
- le château de Vaux-le-Vicomte ;
- le château de Pierrefonds dont on peut reconnaître la salle des Preuses durant l'épisode 9 ;
- les jardins du château de Champs-sur-Marne ;
- le château de Maisons-Laffitte ;
- le château de Janvry ;
- le château de Vigny ;
- le château de Lésigny ;
- le domaine de Rambouillet ;
- le domaine de Sceaux ;
- une partie de la saison 2 a été tournée en mai 2016 au château de Fontainebleau, notamment dans la Chapelle de la Trinité ;
- l'Abbaye de Royaumont (épisode 7 de la saison 2) ;
- le Lycée Hoche.

### Fiche technique
- Titre : Versailles
- Création : Simon Mirren et David Wolstencroft
- Réalisation : Jalil Lespert, Cristoph Schrewe, Thomas Vincent et Daniel Roby
- Musique : Michel Corriveau, Outro, Album Hurry up, We're Dreaming, M83 - Fuoco E Cenere pour la musique ancienne
- Scénario : Simon Mirren, David Wolstencroft, Andrew Bampfield, Sasha Hails
- Producteurs : Simon Mirren, David Wolstencroft, Claude Chelli, Anne Thomopoulos, Aude Albano, Ian Whitehead, Jean Bureau
- Société de production : Capa Drama, Canal+, Zodiak Fiction (saisons 1 et 2), Incendo (saisons 1 et 2), Gétévé Productions (Banijay Studios France) (saison 3), Entre Chien et Loup (saison 3), RTBF (saison 3), Proximus (saison 3)
- Société de distribution : Canal+, Zodiak Rights, Incendo, Banijay Group
- Durée : 52 minutes
- Budget : 27 millions d'euros[6].

## Épisodes

### Première saison (2015)
1. « Un roi sans château n'a rien d'un vrai roi » (Jalil Lespert)
2. « L'État c'est moi » (Jalil Lespert)
3. « Il est temps que la noblesse réplique » (Christophe Schrewe)
4. « Demain j'aurai bien plus de choses en commun avec mon ennemi qu'avec mon frère » (Christophe Schrewe)
5. « La guerre fait toujours rage en toi, dis-lui "Halte !" » (Christophe Schrewe)
6. « Ce n'est pas un enfant que tu lui donnes, c'est un bâton avec lequel il nous frappera » (Thomas Vincent)
7. « La maladie du Roi empire, c'est maintenant qu'il faut agir » (Thomas Vincent)
8. « Ton palais de rêve est en train de devenir un paradis du complot » (Daniel Roby)
9. « Des forces beaucoup plus puissantes et déterminées continuent de chercher à nous détruire » (Daniel Roby)
10. « Laissez-moi sentir le Soleil sur ma peau » (Daniel Roby)

### Deuxième saison (2017)
La saison 2 est confirmée avant même de connaître les audiences de la saison 1. Le tournage a commencé en janvier 2016 et l'histoire se déroulera cinq ans plus tard. En France, elle est diffusée du 27 mars au 24 avril 2017 dans un premier temps sur Canal+ puis au Canada dès le 10 juillet 2017 sur The Movie Network.
1. Labyrinthe
2. Un murmure doux et léger
3. Quis Custodiet Ipsos Custodes ?
4. Miasme
5. Guerre et paix
6. Les Sables du temps
7. Une nuit
8. Nouveau régime
9. Sept ombres
10. De pierres et de sang

### Troisième saison (2018)
La saison 3 a été confirmée le 14 septembre 2016 par Claude Chelli, le DG de Capa Drama. Le tournage a commencé début mai 2017. Cette saison est composée de dix épisodes et clôturera la série. Elle est diffusée en avril 2018 sur Canal+.
1. Miroirs et fumées
2. Question de confiance
3. La vérité éclatera
4. Crime et châtiment
5. L'au-delà
6. La roue de la fortune
7. Le livre des révélations
8. Des hommes et des dieux
9. La poudrière
10. L'héritage

## Erreurs historiques
Mathieu da Vinha, directeur scientifique du Centre de Recherche du château de Versailles et conseiller historique de la série, affirme : « C'est une fiction historique. Les scénaristes ont joué avec la chronologie, avec les faits. [...] C'est un très bon divertissement. J'espère que les gens en le regardant vont se rendre compte que ce n'est pas la réalité, et que ça va leur donner envie d'en savoir plus sur Louis XIV ».
L'historienne Pauline Ferrier-Viaud, spécialiste du règne de Louis XIV, relève les différentes erreurs historiques de la série pour le Huffington post France. Elle y critique notamment les invraisemblances esthétiques et physiques, les omissions et créations de personnages sans valeur historique, le recours à des facilités télévisuelles, une simplification historique excessive, la représentation d’événements débattus voire réprouvés ou encore les discours « incompatibles avec les mentalités de la France du XVIIe siècle ». Toutefois, elle reconnaît aussi qu'il ne s'agit pas d'un documentaire.